# European Football League 1988
Nachdem im Jahr 1987 die European Football League ausgetragen wurde, gingen in der European-Football-League-Saison 1988 insgesamt neun Teams an den Start um den Sieger des Eurobowls II auszuspielen. Für Deutschland nahm der Deutsche Meister von 1987, die Berlin Adler, teil. Im Halbfinale mussten sich die Adler den Amsterdam Crusaders knapp mit 28:29 geschlagen geben und belegten am Ende den vierten Platz. Eurobowlsieger wurden die Helsinki Roosters aus Finnland. Sie besiegten im Endspiel in London die Amsterdam Crusaders aus den Niederlanden mit 35:14.

## Spielplan

### Qualifikation

#### Achtelfinale
| Datum             | Heim        | Ergebnis | Gast         | Stadion  |
| ----------------- | ----------- | -------- | ------------ | -------- |
| 21. November 1987 | Graz Giants | 36:12    | Dublin Celts | Graz (A) |

### Play-offs
| Viertelfinale          | Viertelfinale     | Viertelfinale       |             |                     | Halbfinale | Halbfinale | Halbfinale |  |  | Eurobowl II - London | Eurobowl II - London | Eurobowl II - London |
|                        |                   |                     |             |                     |            |            |            |  |  |                      |                      |                      |
| Finnland               | Helsinki Roosters | 51                  |             |                     |            |            |            |  |  |                      |                      |                      |
| Frankreich             | Paris Castors     | 6                   |             |                     |            |            |            |  |  |                      |                      |                      |
| Frankreich             | Paris Castors     | 6                   | Finnland    | Helsinki Roosters   | 35         |            |            |  |  |                      |                      |                      |
|                        |                   |                     | Finnland    | Helsinki Roosters   | 35         |            |            |  |  |                      |                      |                      |
|                        | Italien           | Legnano Frogs       | 33          |                     |            |            |            |  |  |                      |                      |                      |
| Italien                | Italien           | Legnano Frogs       | 33          | Legnano Frogs       | 68         |            |            |  |  |                      |                      |                      |
| Italien                |                   |                     |             | Legnano Frogs       | 68         |            |            |  |  |                      |                      |                      |
| Schweiz                | Zürich Renegades  | 0                   |             |                     |            |            |            |  |  |                      |                      |                      |
| Schweiz                | Zürich Renegades  | 0                   | Finnland    | Helsinki Roosters   | 35         |            |            |  |  |                      |                      |                      |
|                        |                   |                     |             | Helsinki Roosters   | 35         |            |            |  |  |                      |                      |                      |
|                        | Niederlande       | Amsterdam Crusaders | 14          |                     |            |            |            |  |  |                      |                      |                      |
| Niederlande            | Niederlande       | Amsterdam Crusaders | 14          | Amsterdam Crusaders | 31         |            |            |  |  |                      |                      |                      |
| Niederlande            |                   |                     |             | Amsterdam Crusaders | 31         |            |            |  |  |                      |                      |                      |
| Vereinigtes Konigreich | London Ravens     | 27                  |             |                     |            |            |            |  |  |                      |                      |                      |
| Vereinigtes Konigreich | London Ravens     | 27                  | Niederlande | Amsterdam Crusaders | 29         |            |            |  |  |                      |                      |                      |
|                        |                   |                     | Niederlande | Amsterdam Crusaders | 29         |            |            |  |  |                      |                      |                      |
|                        | Deutschland       | Berlin Adler        | 28          |                     |            |            |            |  |  |                      |                      |                      |
| Deutschland            | Deutschland       | Berlin Adler        | 28          | Berlin Adler        | 43         |            |            |  |  |                      |                      |                      |
| Deutschland            |                   |                     |             | Berlin Adler        | 43         |            |            |  |  |                      |                      |                      |
| Osterreich             | Graz Giants       | 24                  |             |                     |            |            |            |  |  |                      |                      |                      |

#### Viertelfinale
| Datum    | Heim          | Ergebnis                     | Gast                | Stadion                                            |
| -------- | ------------- | ---------------------------- | ------------------- | -------------------------------------------------- |
| 30. Juli | Berlin Adler  | 43:24                        | Graz Giants         | Moorways Stadium, Derby (GB)                       |
| 30. Juli | Paris Castors | 6:51 (0:14, 6:14, 0:16, 0:7) | Helsinki Roosters   | King’s Park Stadium, Bournemouth (GB)              |
| 30. Juli | Legnano Frogs | 68:0 (23:0, 13:0, 6:0, 26:0) | Zürich Renegades    | Withdean Stadium, Brighton (GB)                    |
| 30. Juli | London Ravens | 27:31                        | Amsterdam Crusaders | Crystal Palace National Sports Centre, London (GB) |

#### Halbfinale
| Datum     | Heim          | Ergebnis                     | Gast                | Stadion                                            |
| --------- | ------------- | ---------------------------- | ------------------- | -------------------------------------------------- |
| 2. August | Berlin Adler  | 28:29                        | Amsterdam Crusaders | Crystal Palace National Sports Centre, London (GB) |
| 3. August | Legnano Frogs | 33:35 (7:7, 13:15, 6:6, 7:7) | Helsinki Roosters   | Withdean Stadium, Brighton (GB)                    |

#### Spiel um Platz 3
| Datum     | Heim          | Ergebnis | Gast         | Stadion                                            |
| --------- | ------------- | -------- | ------------ | -------------------------------------------------- |
| 7. August | Legnano Frogs | 28:3     | Berlin Adler | Crystal Palace National Sports Centre, London (GB) |

#### Eurobowl II
| Datum     | Heim                | Ergebnis | Gast              | Stadion                                            |
| --------- | ------------------- | -------- | ----------------- | -------------------------------------------------- |
| 7. August | Amsterdam Crusaders | 14:35    | Helsinki Roosters | Crystal Palace National Sports Centre, London (GB) |